# جنگل ملی آپالاچیکولا
جنگل ملی آپالاچیکولا (انگلیسی: Apalachicola National Forest) بزرگ‌ترین جنگل ملی ایالات متحده در ایالت آمریکا، فلوریدا است. مساحت آن ۶۳۲۸۹۰ هکتار (۹۸۸٫۸۹ مایل مربع؛ ۲۵۶۱٫۲ کیلومتر مربع) است و تنها جنگل ملی واقع در پنهندل فلوریدا است.